# Dyckman Street (stacja metra na Broadway – Seventh Avenue Line)
Dyckman Street – stacja początkowa metra nowojorskiego, na linii 1. Znajduje się w dzielnicy Manhattan, w Nowym Jorku i zlokalizowana jest pomiędzy stacjami 207th Street i 191st Street. Została otwarta 12 marca 1906.